# 미확인비행체학

미확인비행체학 또는 UFO 연구(Ufology)는 미확인비행체에 대한 탐구이다. UFO 연구는 대체로 회의주의자들과 과학 교육자들에 의해 유사과학의 전형적인 한 예시로 받아들여지고 있다.
영단어 유폴로지(ufology)는 미확인비행체의 영단어 UFO에서 파생된 신조어이며 에드워드 J. 러펠트가 만들었다.

## 같이 보기
- 고대 우주비행사설
- 변두리 과학
- 외계의 지적생명탐사